# Steven John Ward
Steven John Ward (Johannesburg, 2 giugno 1990) è un attore sudafricano.

## Biografia
Steven John Ward è nato a Johannesburg, in Sudafrica, venendo cresciuto bilingue inglese e afrikaans. Dal 2006 al 2009 ha frequentato l'Uplands College, dopodiché ha ha conseguito una laurea in arti dello spettacolo presso la School for the Creative Economy e, dal 2011 al 2014, un Bachelor of Arts in recitazione cinematografica presso la African School of Motion Picture & Live Performance. Dopo aver preso parte a vari spot pubblicitari e opere teatrali sin dal 2009, nel 2013 ha avuto un ruolo di supporto in Angel of the Skies - Battaglia nei cieli mentre, nel 2016, ha interpretato uno dei personaggi principali del film From a House on Willow Street, vincitore di un SAFTA Award. Negli anni successivi è apparso nelle serie televisive Queen Sono, Vagrant Queen e Inconceivable. Nel giugno 2022 viene annunciato il suo ingresso nel cast della serie Netflix One Piece nel ruolo di Drakul Mihawk.

## Vita privata
Il 19 settembre 2019 Ward ha sposato l'attrice Valerie Joy Robinson, dalla quale ha avuto un figlio.

## Filmografia

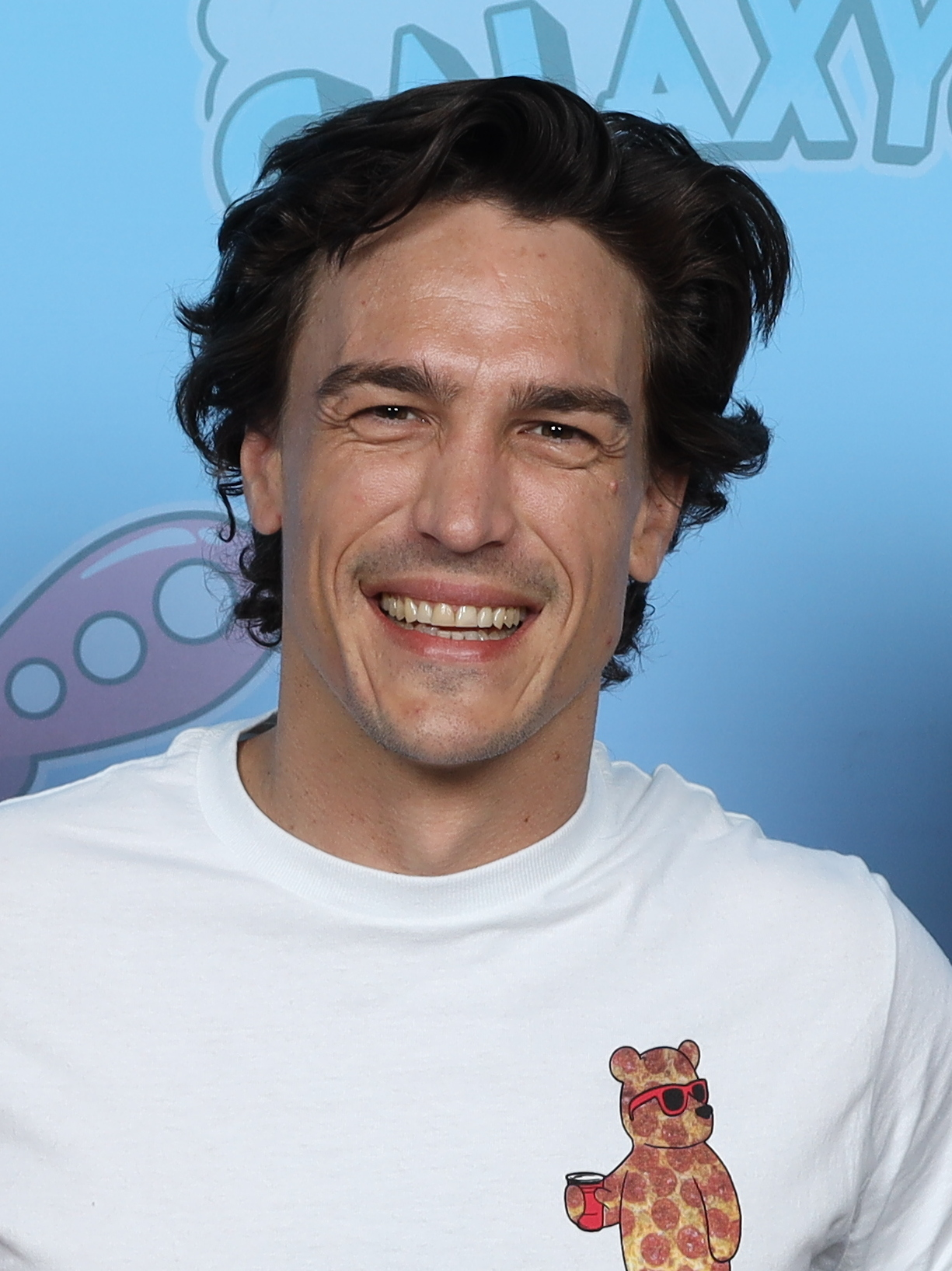
Steven John Ward nel 2024

### Cinema
- Death and the Life of Young Winter, regia di Deon Eben van Der Merwe – cortometraggio (2012)
- Angel of the Skies - Battaglia nei cieli (Angel of the Skies), regia di Christopher-Lee dos Santos (2013)
- La Patisserie, regia di Nikita Nielsen – cortometraggio (2013)
- From a House on Willow Street, regia di Alastair Orr (2016)
- Triggered, regia di Alastair Orr (2020)

### Serie televisive
- Cartoon Network Dance Club – serie TV, episodio 1x01 (2009)
- Tempy Pushas – serie TV, episodio 1x07 (2013)
- No Man Left Behind – miniserie TV, puntata 1x03 (2016)
- Queen Sono – serie TV, episodio 1x01 (2020)
- Lockdown Heights – serie TV (2020)
- Vagrant Queen – serie TV, 4 episodi (2020)
- Inconceivable – serie TV, 4 episodi (2020)
- The Day We Didn't Meet, regia di Johan Cronje – film TV (2021)
- One Piece – serie TV, 3 episodi (2023-in corso)
- Catch Me A Killer – serie TV, 8 episodi (2024)

## Doppiatori italiani
Nelle versioni in italiano delle opere in cui ha recitato, Steven John Ward è stato doppiato da: 
- Maurizio Merluzzo  in One Piece